# Sanasar Oganisian
Sanasar Razmikowicz Oganisian (ros. Санасар Размикович Оганисян; ur. 5 lutego 1960 w Moskwie) – radziecki zapaśnik startujący w stylu wolnym. Złoty medalista olimpijski z Moskwy 1980 w kategorii 90 kg.
Mistrz świata w 1981. Mistrz Europy w 1980 i 1986. Pierwszy w Pucharze Świata w 1981 i 1984; drugi w 1989. Mistrz świata juniorów w 1979. Wygrał zawody Przyjaźń-84.
Mistrz ZSRR w 1981 i 1989; drugi w 1980, 1982, 1984 i 1988; trzeci w 1986 roku.